# 塔伦斯·金西
塔伦斯·金西（英語：Tarence Kinsey，1984年3月21日—），美国NBA联盟前职业篮球运动员。